# Journal of Asia-Pacific Entomology
Journal of Asia-Pacific Entomology – recenzowane czasopismo naukowe publikujące w dziedzinie entomologii.
Czasopismo to wydawane jest przez Korean Society of Applied Entomology. Ponadto stanowi oficjalne czasopismo Taiwan Entomological Society i Malaysian Plant Protection Society. Publikowane są w nim oryginalne prace badawcze, przeglądy i krótkie doniesienia. Tematyką obejmuje nie tylko entomologię stosowaną, ale również akarologię, nematologię i inne zagadnienia związane ze stawonogami mającymi znaczenie z punktu widzenia rolnictwa, leśnictwa, przemysłu, weterynarii i medycyny człowieka, zasobów naturalnych czy zarządzania środowiskiem.
W 2014 roku impact factor czasopisma osiągnął 0,946, a wskaźnik SNIP 0,816.